# Chapelle de Loubarcet
La chapelle de Loubarcet est une chapelle située sur la commune de La Chapelle-Laurent, dans le département français du Cantal en région Auvergne-Rhône-Alpes.

## Localisation
La chapelle est située dans le hameau de Loubarcet, dans la région historique et culturelle d'Auvergne.

## Historique
Le bâtiment est érigé dans un style roman antique. En 1215, Albert de Beaucastel, seigneur de Loubarcet, entreprit la construction de la chapelle Sainte-Anne avec le vœu que le pèlerinage qu'il organisait demeure indissociable de la seigneurie. Aujourd'hui, seuls les vestiges du château subsistent, sous la forme d'une motte avec quelques traces de bâtiments. Pendant la Révolution, la chapelle fut vendue comme bien national.

## Description
Nichée au sein d'une grange-étable, la chapelle préserve toujours une abside romane semi-circulaire ainsi que des fragments de la nef rectangulaire. L'abside est voûtée en cul-de-four sur arcature, et les chapiteaux reflètent une influence antique. Les encadrements des ouvertures révèlent des traces de peintures murales illustrant des motifs géométriques. 

## Protection
La chapelle est inscrite au titre des monuments historiques par arrêté du 7 février 1994.